# Iconostase

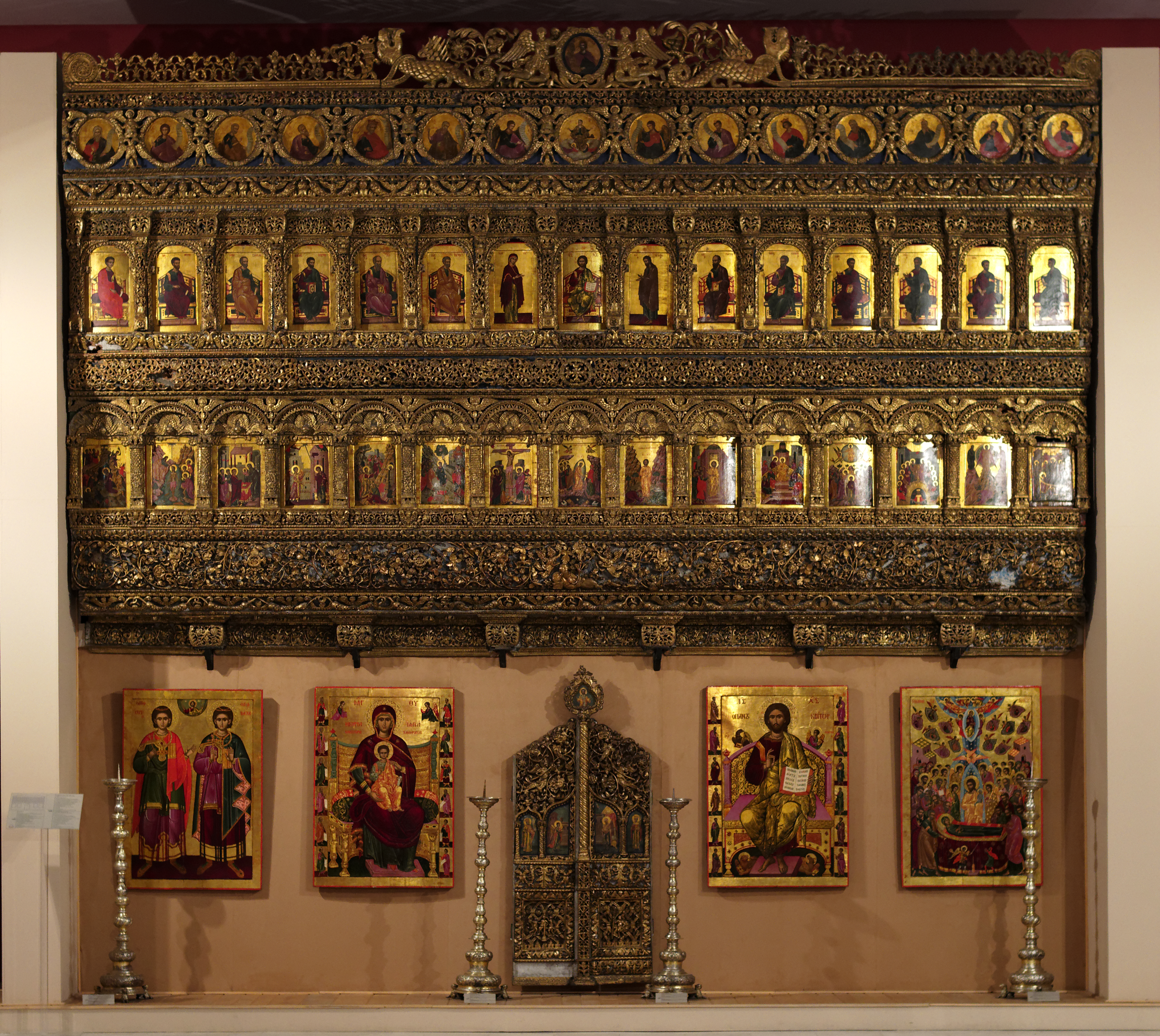
Iconostase du monastère Cotroceni (ca 1680). Exposé au musée national d'art de Roumanie, Bucarest

Une iconostase (du grec ancien : εἰκονοστάσιον, eikonostasion : « image dressée ») est une cloison, de bois ou de pierre, qui, dans les églises de rite byzantin, particulièrement orthodoxes, sépare les lieux où se tient le clergé célébrant (sanctuaire, prothèse et diaconicon) du reste de l'église où se tiennent le chœur, le clergé non célébrant et les fidèles.
Elle cache les célébrants aux regards de l'assemblée pour présenter à leur place des icônes, selon un programme précis. Une iconostase est en général considérée comme une porte vers le monde divin.
L'iconostase est différente du jubé, qui sert à séparer le chœur de la nef dans une église catholique. Le jubé n'est pas revêtu d'icônes et il sert d'ambon, de tribune, pour les lecteurs de l'épître et de l'évangile.

## Histoire
À l'origine, dans l'Antiquité tardive, le templon, une simple balustrade basse, parfois surmontée de rideaux, séparait le sanctuaire de l'assemblée des fidèles. Le développement ultérieur de cette clôture aérée et muette en fait un des principaux supports de l'imagerie religieuse. À partir de 843, la restauration du culte des images et la propagation de la doctrine qui l'accompagnait incitent probablement à placer des icônes sur cette balustrade qui devient opaque et parlante.
Mais il semble que l'iconostase se soit développée plus tardivement avec la construction, en Scandinavie et en Russie, d'églises entièrement en bois. Ces églises ne pouvaient pas recevoir sur leurs murs intérieurs de bois le programme de fresques que l'art et la théologie de Byzance avaient élaboré pour des murs de briques et de pierres. On chercha donc à rassembler l'essentiel de ce programme sur l'iconostase.
Entre le XIVe siècle et le XIXe siècle, les iconostases ne cessèrent de se développer. Elles finirent par comporter jusqu'à dix et même quinze registres superposés d'icônes. Le XXe siècle et ses malheurs mirent un terme à cette surenchère et on se contente aujourd'hui d'iconostases plus modestes qui ont l'avantage de moins masquer les peintures murales. Elles ont deux ou trois registres et parfois même un seul, le registre inférieur.
Les Églises des trois conciles utilisent un rideau, parfois flanqué d'une croix qui sépare les célébrants du chœur, il s'appelle le « rideau de Chœur ».

## Les registres de l'iconostase

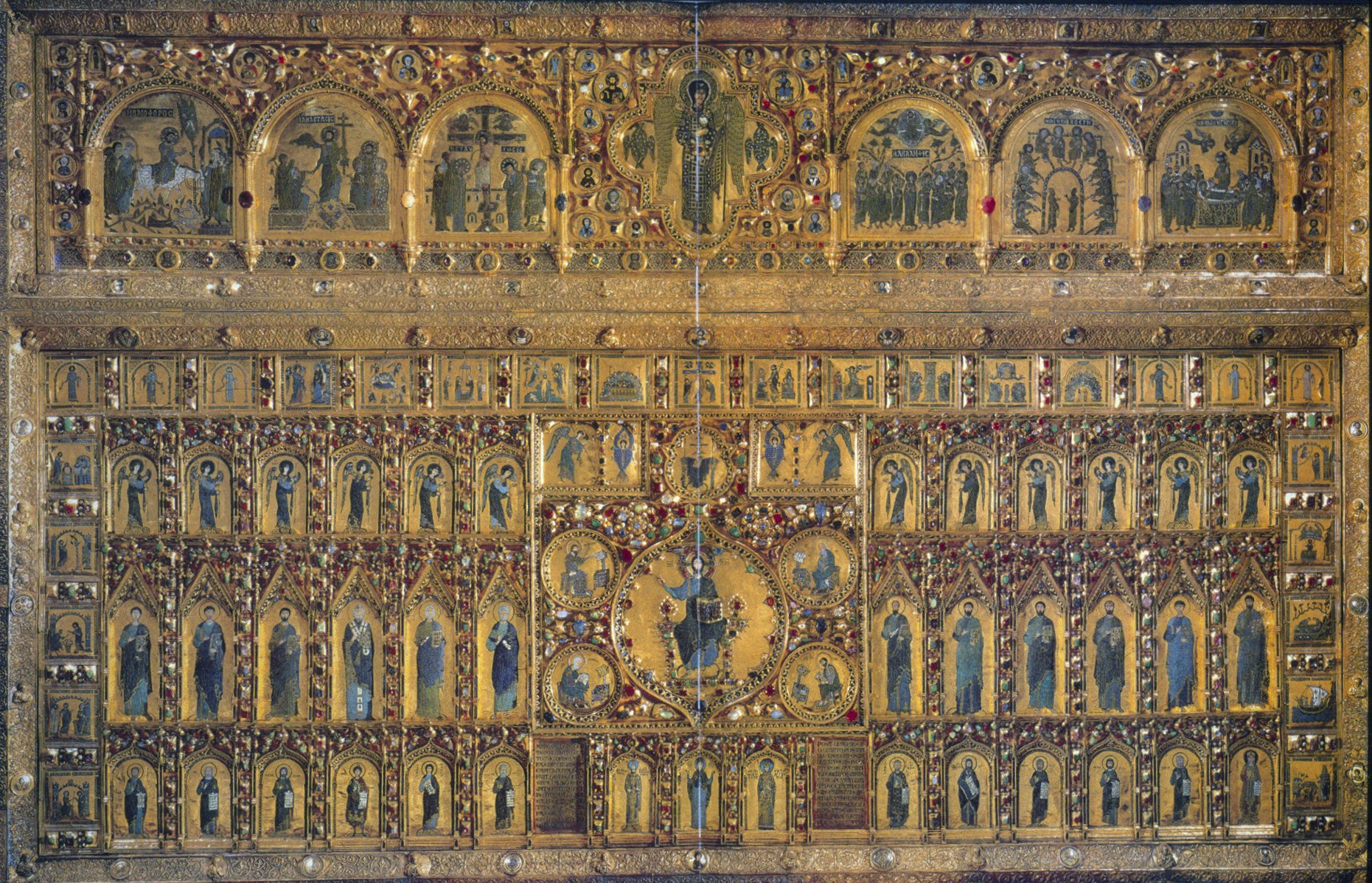
Iconostase Pala d'oro de la basilique Saint-Marc de Venise en Italie.

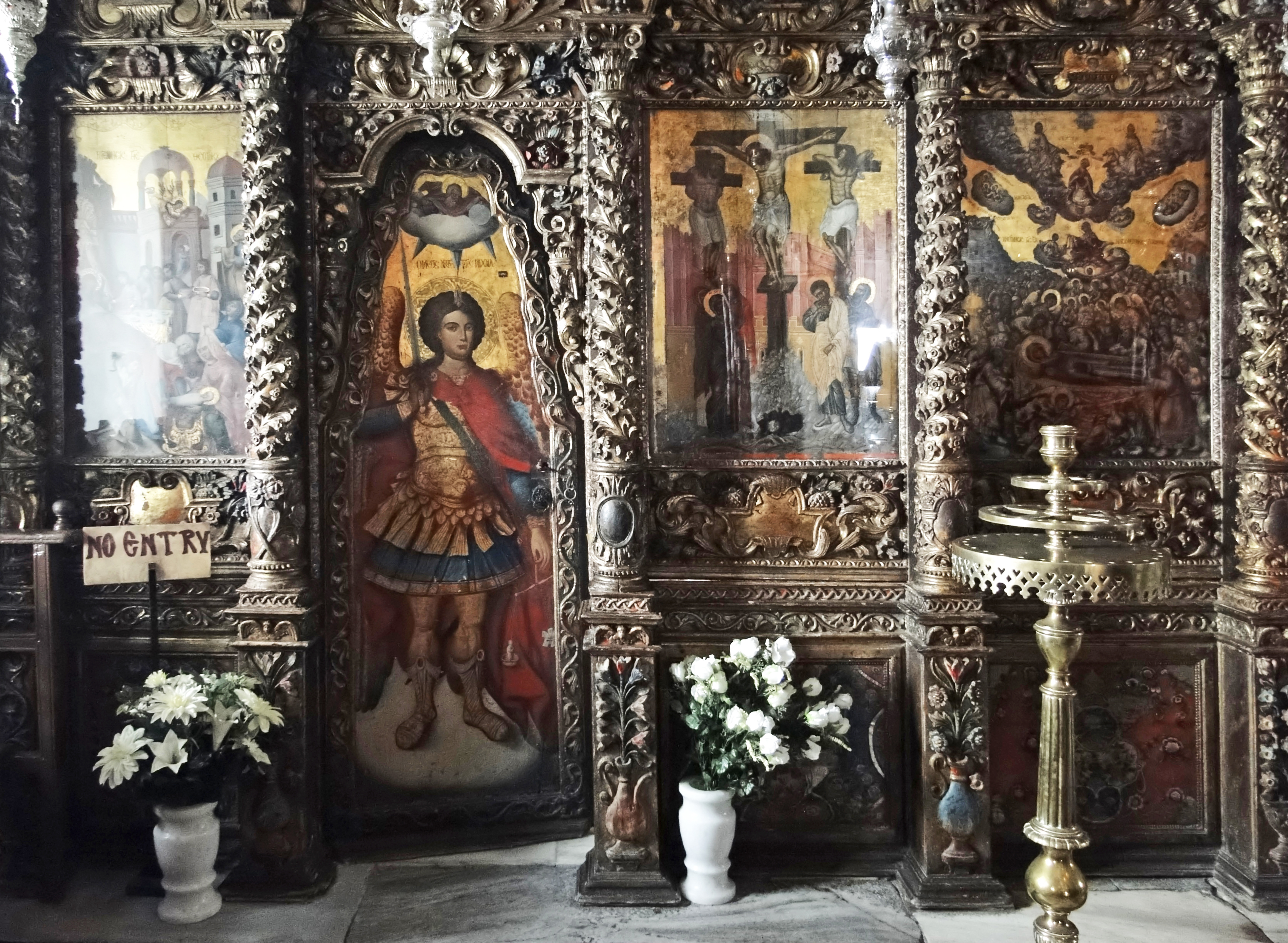
Détail de l'iconostase de l'église du monastère de la Panagia Tourliani à Mykonos en Grèce.

### Premier registre en bas: les grandes icônes
L'iconostase est percée de trois entrées. Celle du centre est fermée par une porte à deux battants qu'on appelle « les portes royales ». Elles donnent accès à l'autel et présentent l'image de l'Annonciation avec celles des quatre évangélistes. Sur les deux portes latérales (appelées portes diaconales) figurent les archanges Michel et Gabriel.
À droite (au sud) des portes royales, se trouve l'icône du Christ bénissant. À gauche, celle de la Vierge Marie tenant le Christ. Ces deux images structurent l'espace liturgique et les gestes des participants.
À côté de l'icône du Christ se trouve celle de saint Jean-Baptiste puis d'autres icônes de saints particulièrement vénérés dans l'église.
À côté de l'icône de la Vierge se trouve l'icône de la dédicace de l'église (un saint ou une fête) puis d'autres icônes. L'usage russe place l'icône de la dédicace à côté de celle du Christ et repousse saint Jean Baptiste d'une place.

### Second registre: les fêtes
On trouve en général, au-dessus, le cycle des douze grandes fêtes de l'année chrétienne, voir Église orthodoxe, liturgie, calendrier, fêtes.

### Troisième registre: la déisis
Le Christ siège au centre entouré de la Vierge Marie à sa droite et de saint Jean-Baptiste à sa gauche. Après viennent les archanges Michel et Gabriel, puis les princes des apôtres Pierre et Paul, puis des évêques, des diacres, la série peut être très longue et répartie sur plusieurs registres.

### Un quatrième registre: les prophètes
Sur le modèle de la déisis, les prophètes entourent la Vierge Marie du Signe, tenant le Christ.

### Dernier registre: les patriarches
Sur le modèle de la déisis, les patriarches de la Genèse entourent l'image des trois anges apparus au chêne de Mambré.

## Le sens de l'iconostase

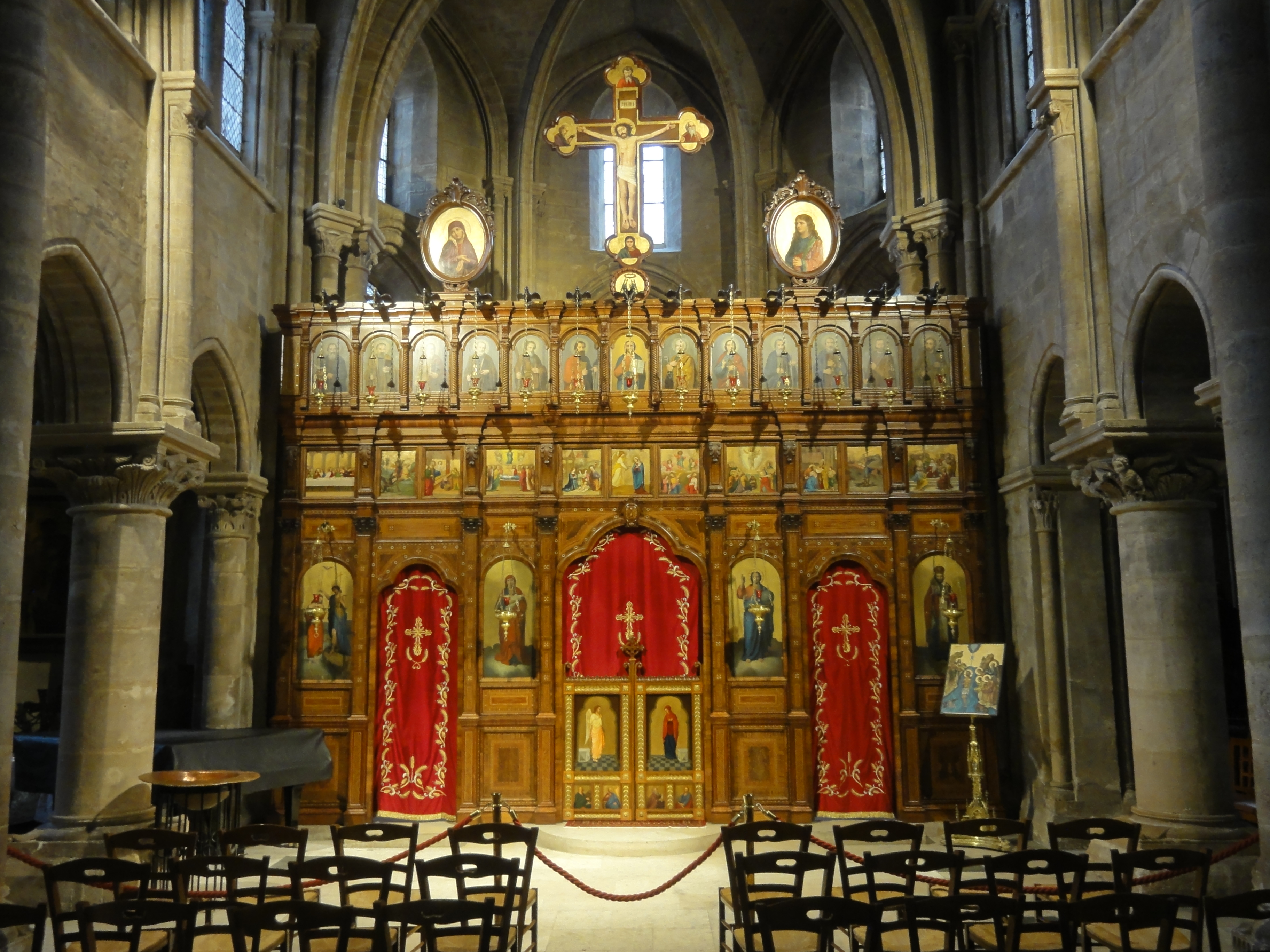
Iconostase à l’église Saint-Julien-le-Pauvre de Paris.

L'iconostase est considérée comme le plus important ensemble non architectural d'une église byzantine. Elle est le résultat d'une longue évolution. Ses origines remontent à l'époque paléochrétienne.
L'antécédent ou la forme la plus primitive de l'iconostase fut le Chancel dont les origines remontent à l'Antiquité. Le chancel était une barrière placée devant les magistrats, les juges et les scribes pour éviter l'envahissement du public dans les cours de justices romaines et grecques. Il séparait ainsi le sanctuaire, où se tenaient  les membres du clergé pour  la célébration eucharistique, de la nef où se tenaient les fidèles.

La deuxième étape du développement de l'iconostase est l'apparition, dès le Ve siècle, dans les églises syro-palestiniennes,, d'une structure servant à suspendre un rideau. Face aux hérésies arienne et nestorienne ainsi qu'au gnosticisme, certains moments de la célébration liturgique sont désormais voilés et la célébration eucharistique reste en partie cachée aux yeux des fidèles. Par la suite, les chancels furent surmontés de colonnettes soutenant une architrave – appelée épistyle – qui portait une croix, soit posée au-dessus, soit sculptée. Ce type de clôture est désormais appelé Templon.

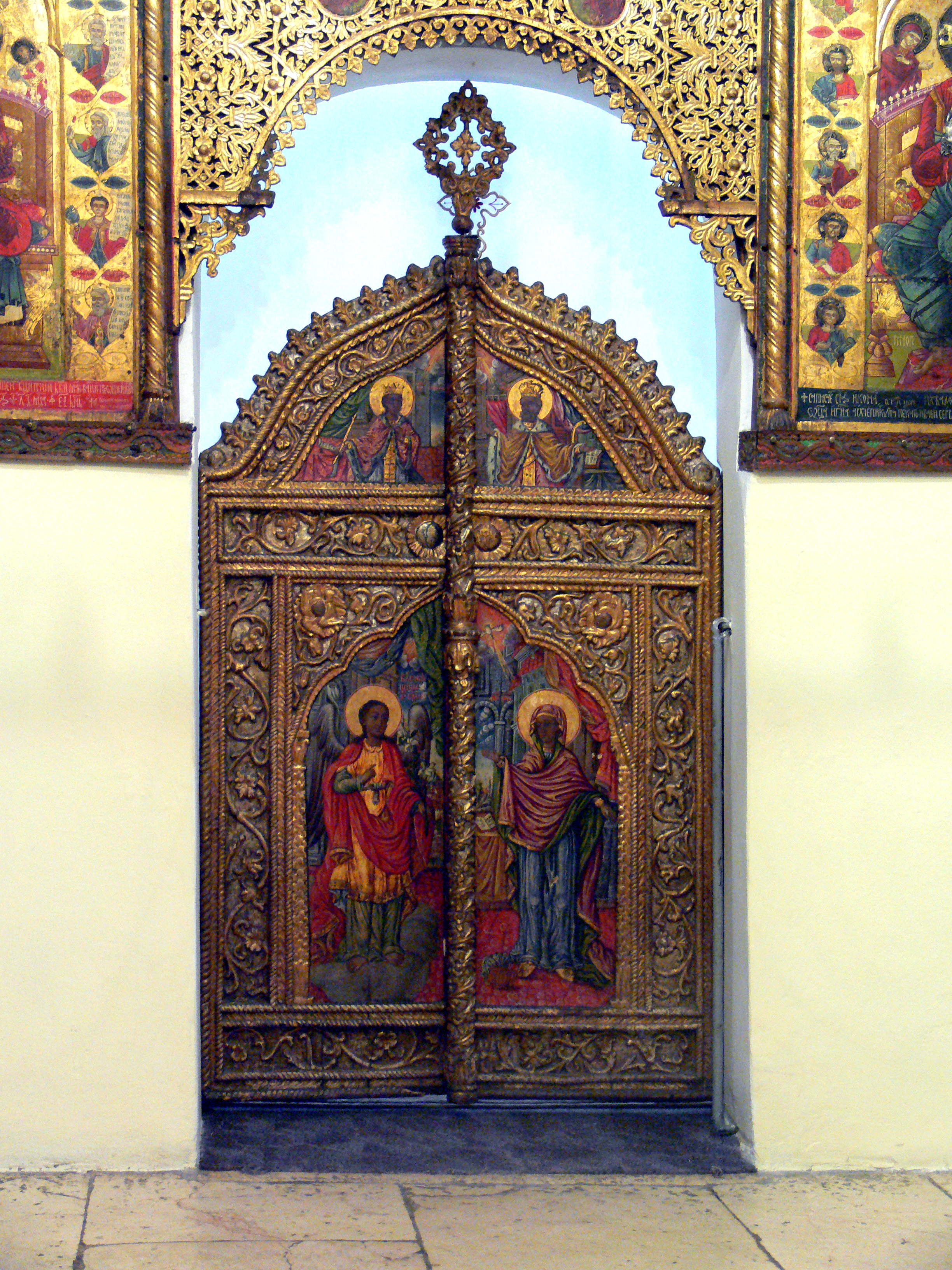
Saintes Portes de la vieille église de Sarajevo représentant l'Annonciation. Au-dessus, le roi David et Salomon.

Après la victoire de l'orthodoxie sur l'iconoclasme en 843, les icones vont devenir plus fréquentes ; une image du Christ fut placée au milieu de l'architrave. Dès le Xe siècle, cette image fut entourée de la Vierge et de saint Jean-Baptiste le Précurseur ; cet ensemble forme le groupe appelé Déisis (Δέησις), qui signifie intercession. À partir du XIe siècle, avec l'établissement du calendrier liturgique, une rangée d'icônes apparait, celle des douze fêtes de l'année liturgique. Ce n'est qu'au XIIe siècle que des icônes monumentales furent exposées dans les entrecolonnements du templon. Le Christ à droite et la Vierge à l'Enfant à gauche de l'entrée du sanctuaire. Saint Jean-Baptiste du côté du Christ et le patron de l'église du côté de la Théotokos (du grec Θεοτόκος / theotókos, « qui a enfanté Dieu »).
Dès la fin du XIVe siècle, sous l'influence de l'hésychasme, l'iconostase suit un développement particulier en Russie, où elle devient un véritable mur recouvert d'icônes et prend sa forme définitive. L'iconostase est alors percée de trois portes et composée de cinq registres : celle des icônes locales, de la Déisis plus développée et appelée désormais Tchin (en russe : чин, « rang ») et qui signifie également ordre, des fêtes liturgiques, des prophètes et des patriarches, le tout surmonté d'une Crucifixion monumentale.
Au patriarcat d'Antioche, le développement de l'iconostase n'a pas été similaire à celui de la Russie. Elle est souvent composée d'une rangée locale, d'une rangée supérieure sur l'architrave formée des icônes des douze fêtes de l'année liturgique, et d'une seconde rangée composée des douze apôtres qui entourent souvent le Christ et parfois de la Déisis. Les Saintes Portes et la Sainte Cène ne sont pas toujours représentées sur l'iconostase. Le tout est surmonté d'une croix entourée de la Théotokos et de saint Jean (apôtre). Ces derniers sont la plupart  du temps représentés piétinant deux dragons.
L'église byzantine, en tant qu'édifice, offre aux fidèles, à travers son programme iconographique et le décor de l'iconostase, l'image « du ciel sur la terre »,. L'iconostase est un mobilier liturgique qui renvoie à l'union entre le royaume divin et le royaume terrestre. Les regards des fidèles sont dirigés vers lui pendant les offices liturgiques d'où l'attention particulière des religieux et peintres à sa conception pour maintenir la beauté de la demeure de Dieu.

## Diverses Iconostases
Dès qu'on pénètre dans une église de tradition byzantine, on est fasciné par l'iconostase, cette haute cloison ornée d'icônes qui sépare le sanctuaire de la nef.

Iconostases
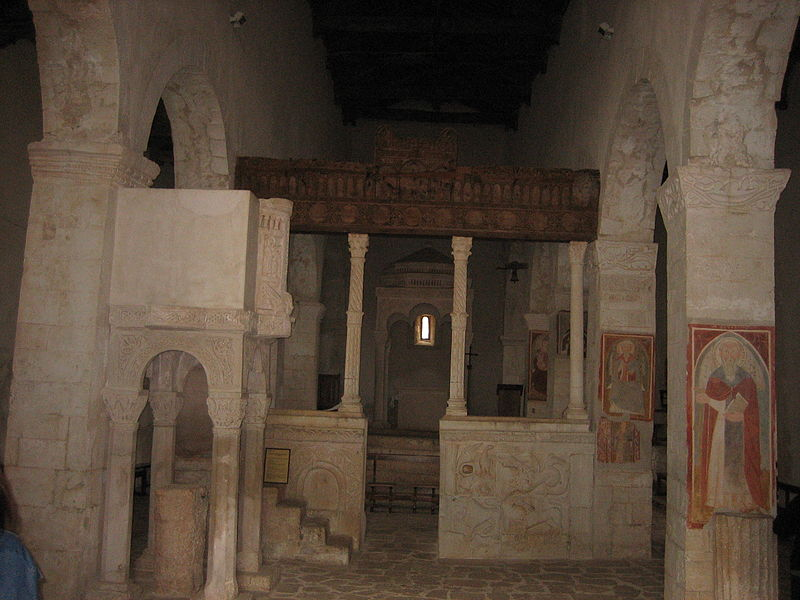
À l’église Santa Maria in Valle Porclaneta en Italie.
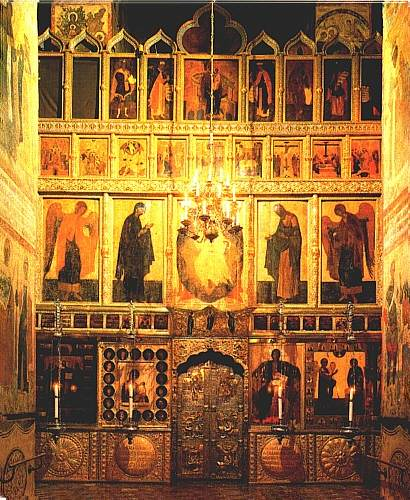
À la cathédrale de l’Annonciation de Moscou.
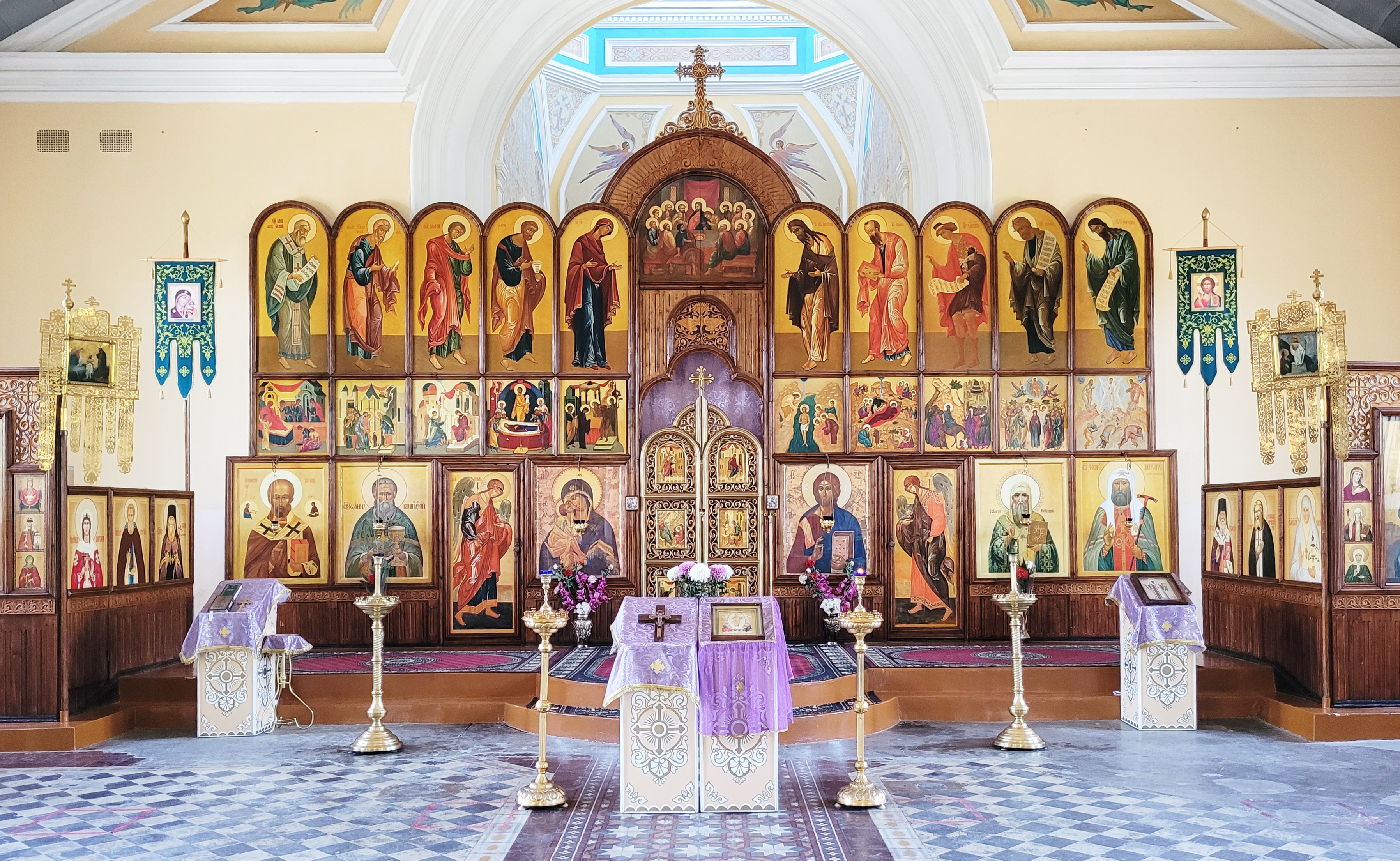
À l’église Saint-Alexis de Samarcande.
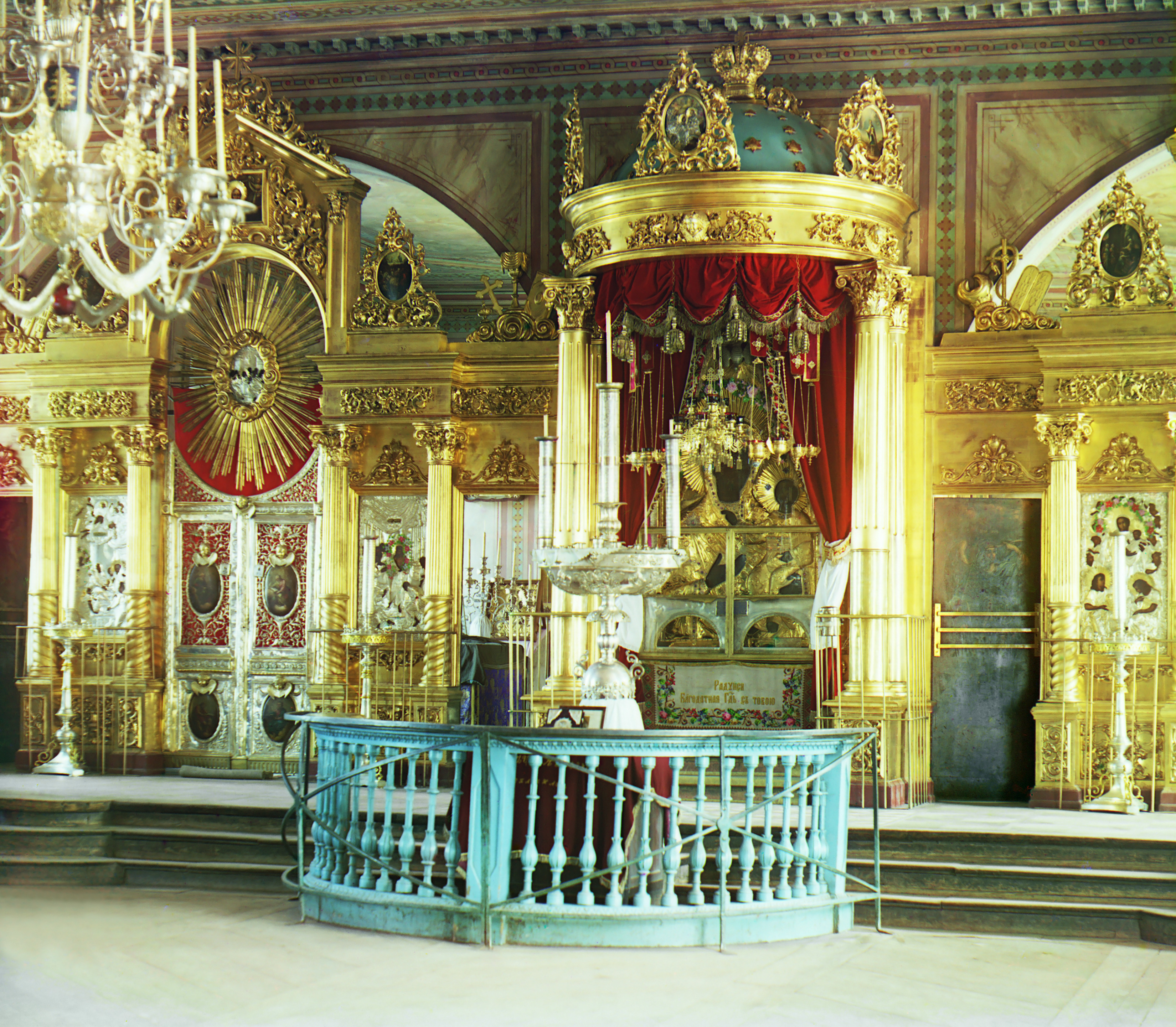
À l'église de l’Immaculée-Conception de Smolensk.
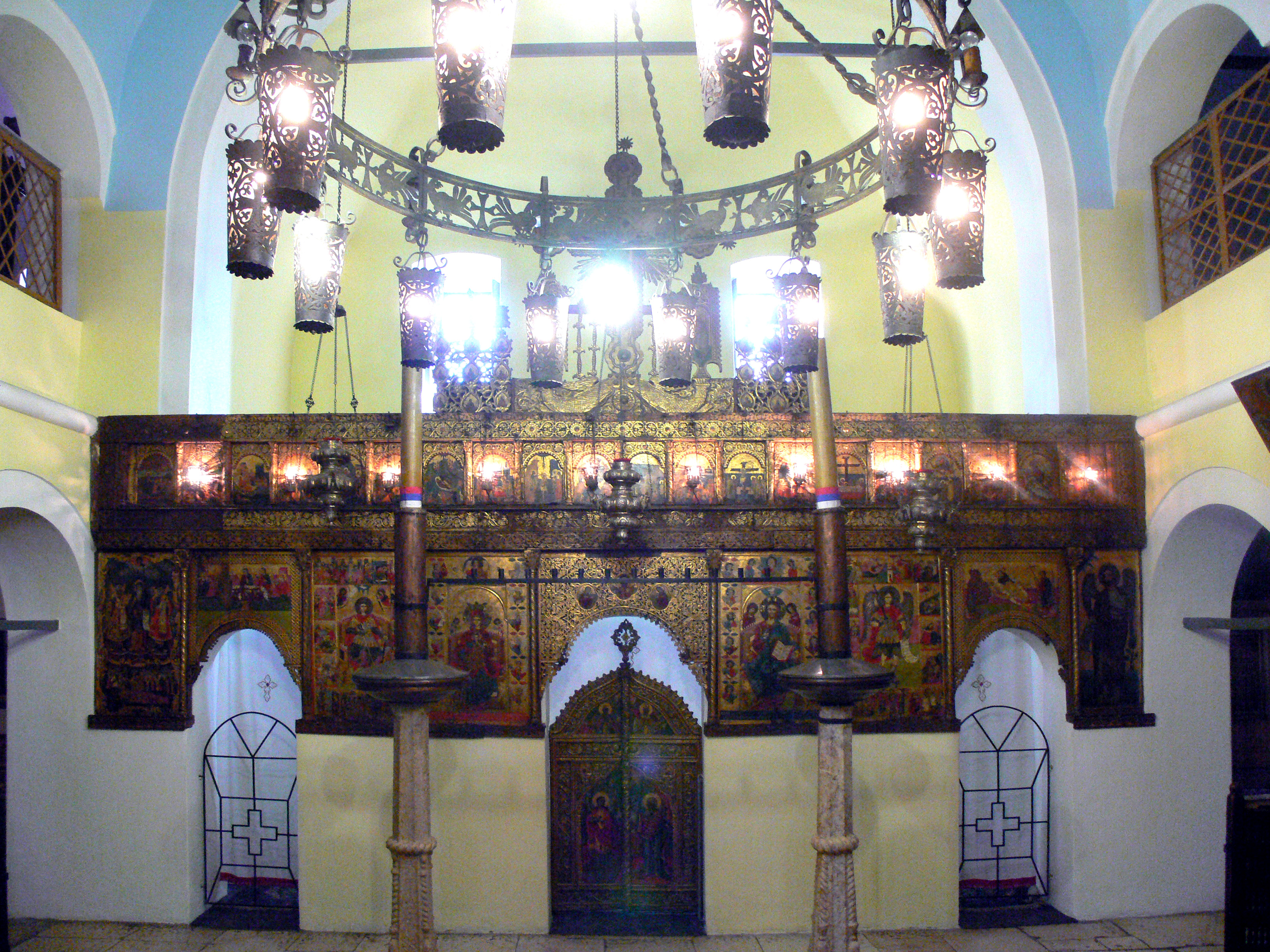
À l'église de la Sainte-Trinité de Sarajevo.[Quoi ?]
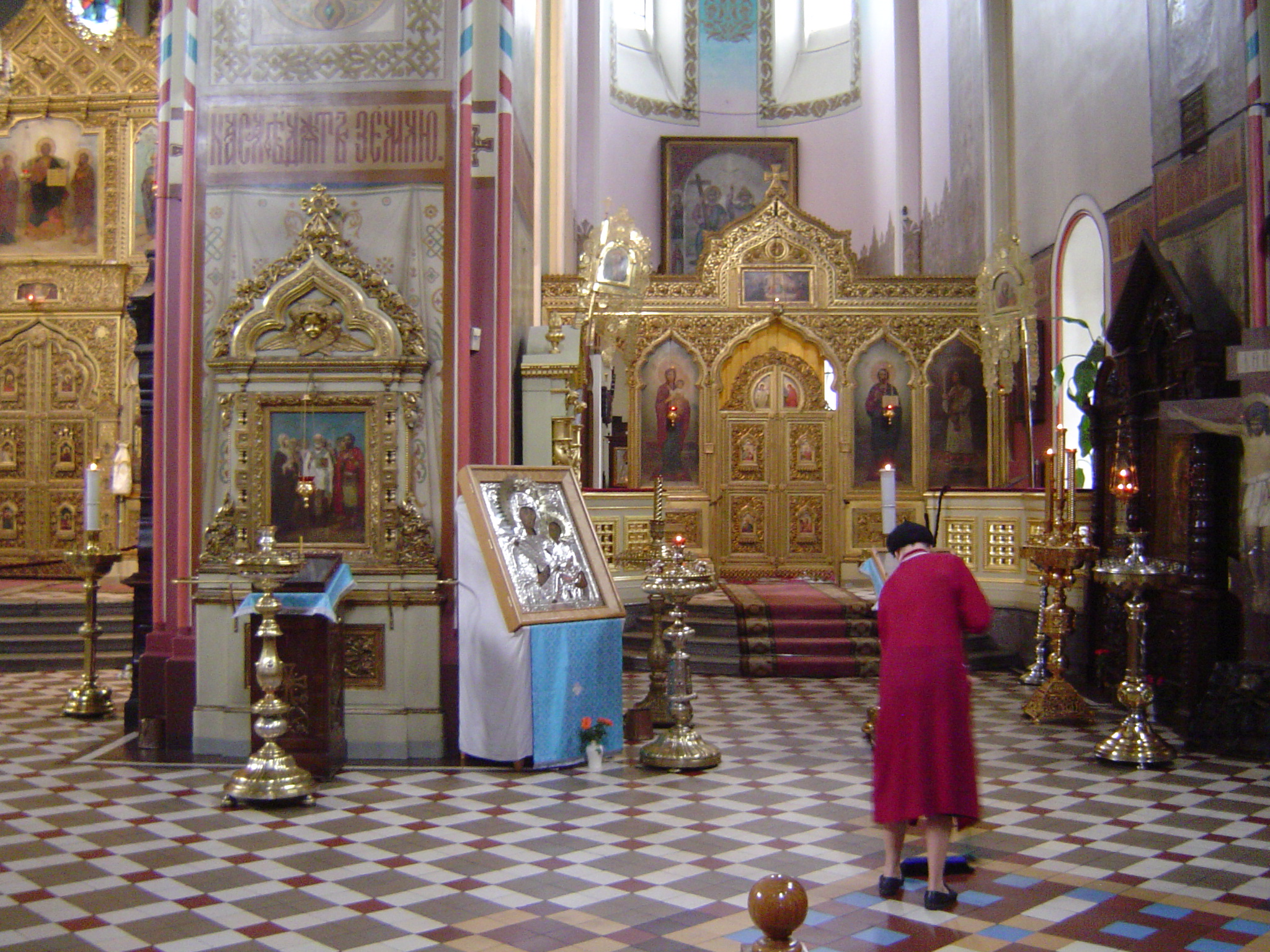
À la cathédrale Alexandre-Nevski de Tallinn.
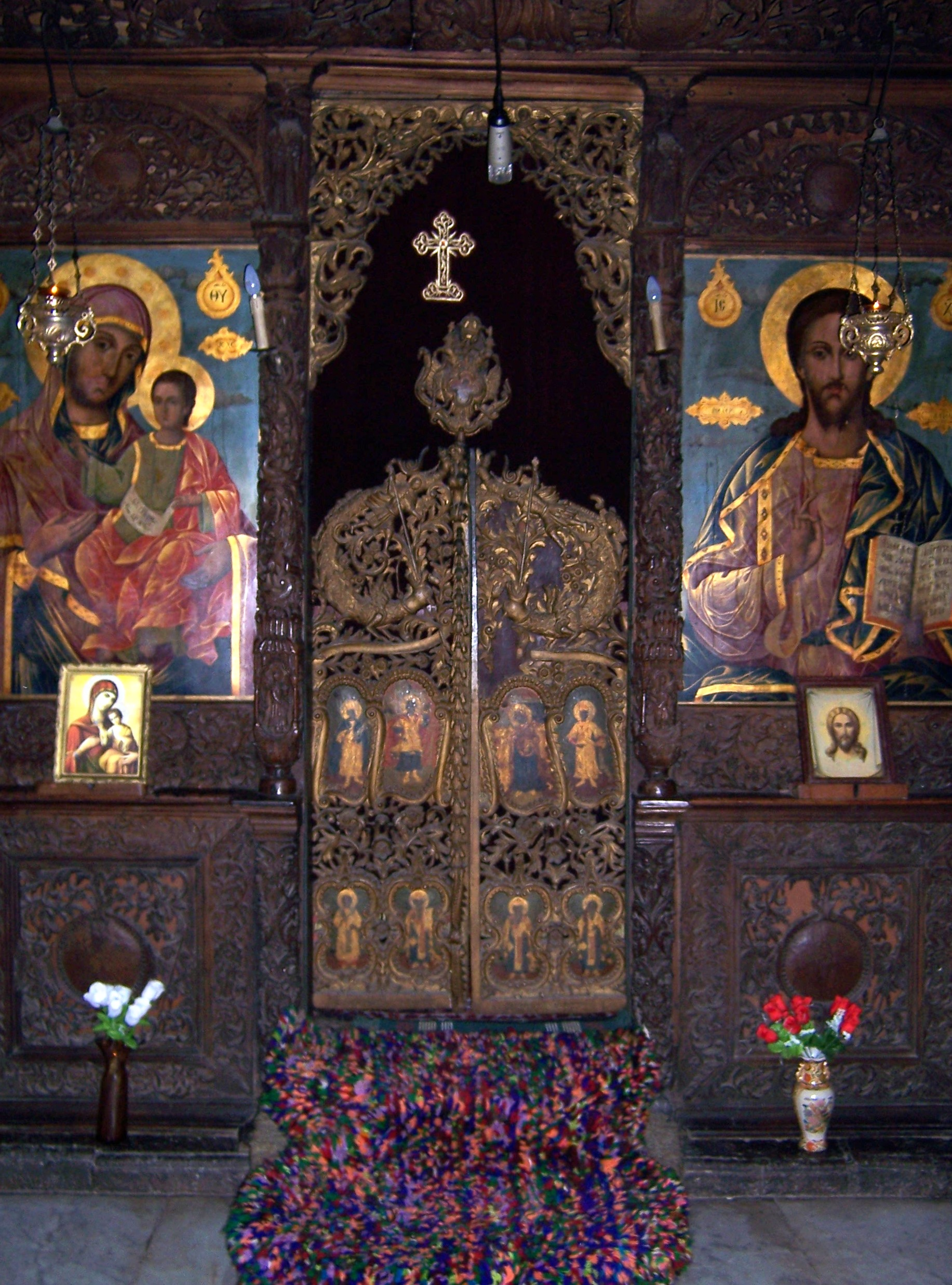
Au monastère de Troyan en Bulgarie.